# كيفن لوف
كيفن لوف (بالإنجليزية: Kevin Love)‏ هو سائق سباق أمريكي، ولد في 8 يونيو 1979 في دي موين في الولايات المتحدة.